# Gare de Mariemont
La gare de Mariemont est une gare ferroviaire belge, fermée, des lignes 112, de La Louvière à Marchienne-au-Pont et 183, de La Louvière à Bascoup située à Morlanwelz-Mariemont, dans la commune de Morlanwelz, en Région wallonne dans la province de Hainaut.
La première gare de Mariemont est mise en service en 1848 par la compagnie du Mons-Manage, suivie en 1867 par une seconde gare à proximité, plus tard reprise par les Chemins de fer de l’État belge et fermée à tous trafics en 1984.

## Situation ferroviaire
La gare de Mariemont était située au point kilométrique (PK) 16,5 de la ligne 112, de La Louvière à Marchienne-au-Pont, entre les gares de Haine-Saint-Pierre et Morlanwelz. Avant 1880, elle était également située au PK 5,0 de la ligne 183 de La Louvière à Bascoup, démantelée dès les années 1880, laquelle comportait plusieurs plans inclinés à la sortie de Mariemont.

## Histoire
La première station de Mariemont est mise en service, le 1er février 1848 par la Société des chemins de fer de Namur à Liège et de Mons à Manage avec leurs extensions sur la ligne de La Louvière-Centre à Bascoup-État, surnommée « chemin de fer des Anglais » ou « chemin de fer de l'Olive », un chemin de fer à vocation minière et industrielle qui escaladait la côte du domaine de Mariemont à l'aide de plans inclinés. En 1859, après la cession de la compagnie du Mons-Manage aux Chemins de fer du Nord, l’État belge obtient de récupérer les lignes Mons - La Louvière - Manage ainsi que celle vers Bascoup.
La Compagnie du chemin de fer du Centre, en réalisant la ligne de Baume à Marchienne (future ligne 112), crée en 1865 une deuxième liaison traversant Mariemont et ses charbonnages en longeant de près le site de la gare. Elle réalise à son tour une gare Mariemont-Saint-Arthur à proximité immédiate de la première gare et du puits Saint-Arthur. L’État belge rachètera la Compagnie du Centre en 1870.
La ligne 183, sinueuse et inadaptée, perd ses trains de voyageurs et ses sections à double voie dès 1871 et, en 1874, la section entre Mariemont et La Verrerie (La Louvière) est fermée à tous trafics, suivie en 1887 par celle de Mariemont à L’Étoile, en direction de Bascoup ainsi que d'autres portions (seuls quelques vestiges survivront comme raccordements industriels jusqu'à la fin du XXe siècle).
L’État en profite alors pour réaménager la gare de Mariemont en démolissant le bâtiment de 1848 et en remplaçant celui de 1867 par un nouvel édifice de l'autre côté du passage à niveau. Plus tard, la gare des tramways SNCV sera établie peu ou prou à l'emplacement des voies de la ligne des Anglais.
La  nouvelle gare de 1887 disposait d'un bâtiment des recettes à la disposition conventionnelle (une aile basse servant de salle d'attente, un corps de logis à étage et une aile de service à toit plat) se distinguant des gare standard État belge par une décoration somptueuse de sa façade, en particulier la corniche et les cheminées.
En 1909, le journal l'Indépendance belge, fait état de la construction d'un nouveau d'un nouveau bâtiment des recettes et d'un hangar à marchandises ; les voies et le bâtiment auraient été reculés par rapport à la configuration précédente afin d'aménager une place de stationnement. Ce projet ne sera pas concrétisé.

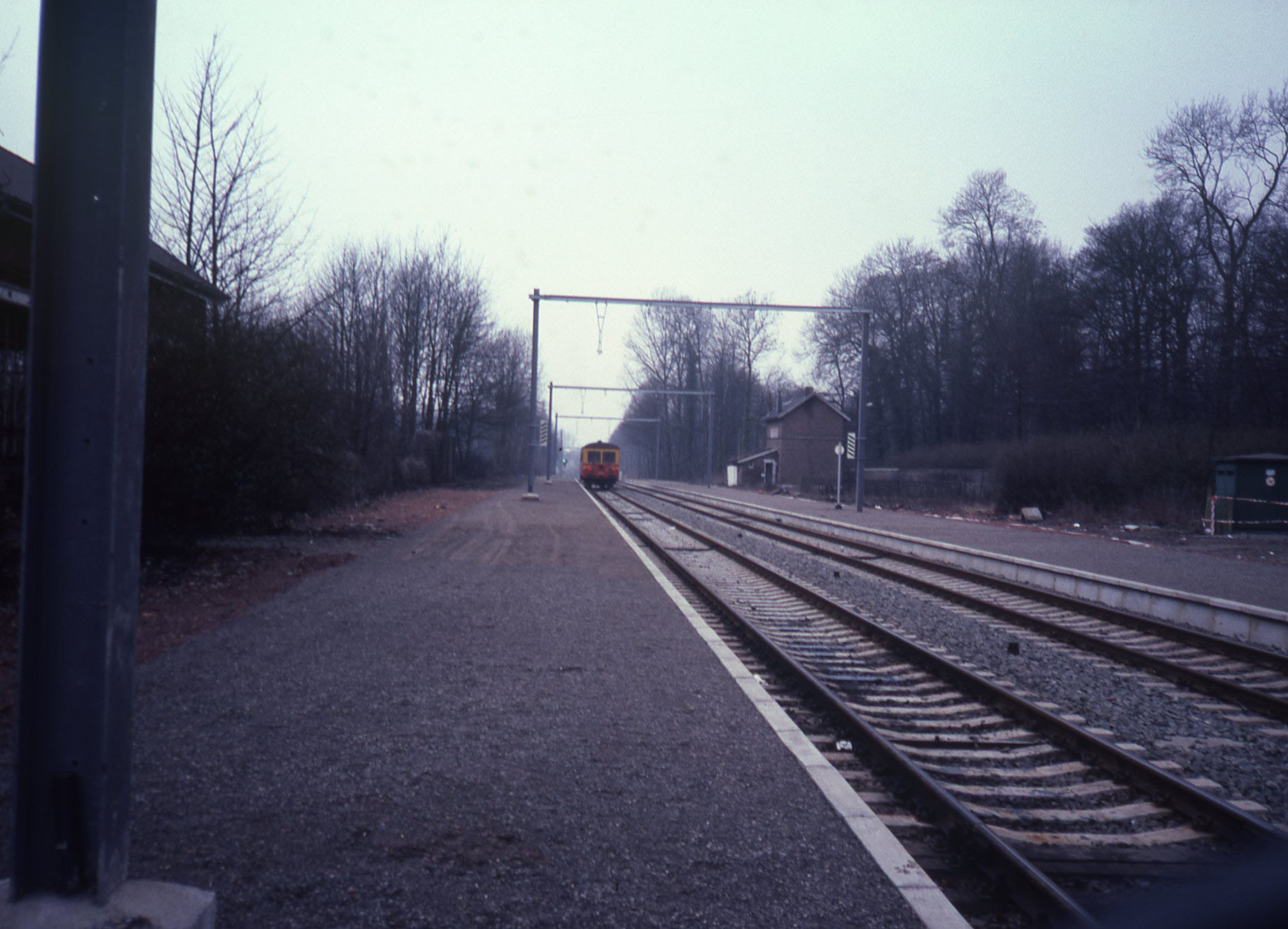
Quais et annexe de service en 1983.

Après la disparition des guichets et du service des marchandises, le bâtiment de la gare est rasé en 1978. Finalement, la SNCB, arguant du déclin du trafic des voyageurs, décide de supprimer la gare de Mariemont lors de l'instauration du Plan IC-IR, le 3 juin 1984.
L'abri de quai, autrefois implanté face à la gare de 1887, a échappé à la démolition et a été racheté en 2021 pour servir de lieu d'accueil pour les artistes.
Le bâtiment de la gare construit en 1867 n'a pas été démoli lorsque la gare a été déplacée. Sa partie centrale à deux étages accueille désormais la brasserie des Ruines, en face du domaine de Mariemont, devenu un lieu touristique.

## Patrimoine ferroviaire
Le bâtiment de 1867, partageant le style de quelques gares de la Compagnie du chemin de fer du Centre (un corps central à étage de trois travées avec toiture transversale et œil-de-bœuf), accueille la brasserie des Ruines. Il pourrait avoir fait partie d'un bâtiment plus vaste à l'origine.
La gare de 1887 et sa halle aux marchandises ont disparu, mais l'abri de quai, d'un type standard État belge a été enclos d'un mur percé de fenêtres. L'association Garalar en a pris possession en 2021.